# Thermobindegerät
Ein Thermobindegerät ermöglicht das Binden von Unterlagen und Dokumenten. Das Ergebnis ähnelt einem Buch.

## Geschichte
Die Technik des Thermobindens hat ihren Ursprung in der Buchherstellung. Hier werden Taschenbücher und Magazine meist mit der sogenannten Klebebindung zusammengehalten. Obwohl diese Art des Buchbindens bereits 1895 erfunden wurde, kam sie erst in den 1940er-Jahren zum Einsatz. Der Hamburg Albatross Verlag brachte 1931 seine ersten Taschenbücher mit dieser Technik auf den Markt. Kurz darauf, im Jahr 1939, wurde die Technik auch vom amerikanischen Pocket Books Verlag eingesetzt. Dieser brachte sehr erfolgreich eine Vielzahl bekannter Buchtitel als Taschenbuch heraus.
1940 wurde das Verfahren durch die Firma DuPont entscheidend verbessert. Dupont verwendete statt des bis dahin üblichen Kaltklebeverfahrens nun einen Schmelzkleber und erzielte damit deutlich robustere Bindungen. Diese Technik wurde von den Herstellern heutiger Thermobindegeräte aufgegriffen.

## Funktionsweise
Grundsätzlich können alle Dokumente aus Papier gebunden werden. Der Fachhandel bietet passende Geräte und Thermobindemappen in diversen Standardgrößen (DIN A6, A5, A4 etc.) an. Einige Unternehmen bieten auch Mappen für das Thermobindegerät in Sonderanfertigungen an.
Zum Binden werden die einzelnen Seiten in eine sogenannte Thermobindemappe eingelegt. Der Rücken der Mappe ist auf der Innenseite mit einem Klebstoff überzogen. Nach dem Einschalten des Geräts wird der Klebstoff flüssig und verbindet sich mit den einzelnen Seiten. Aufwendigere Geräte haben, zur Erzielung einer besseren Bindung, eine Rüttelfunktion. Hierdurch dringt der Kleber besser zwischen die einzelnen Seiten. Die Dauer des Vorgangs hängt von der Leistungsaufnahme des Geräts und der Stärke der Mappe ab.
Nach dem Auskühlen erhärtet der Kleber wieder und die Dokumente sind fest in die Mappe eingebunden.
Je nach Hersteller und Größe kann ein Thermobindegerät Dokumente bis zu 500 Blatt mit einem Quadratmetergewicht von 80 g/m² binden.

## Aufbau
Einfache Thermobindegeräte verfügen über einen Schacht zum Einlegen der vorbereiteten Thermobindemappe. Im Boden des Schachts befindet sich eine elektrische Heizplatte. Zum Starten des Bindevorgangs dient ein Schalter. Einige Geräte verfügen über einen Thermoschalter, der den Bindevorgang beendet, andere sind zeitgesteuert. Den fertigen Bindevorgang signalisiert das Gerät über ein akustisches oder optisches Signal.
Geräte mit Rüttelfunktion haben zudem eine motorgetriebene Boden- oder Seitenplatte.
Viele Geräte haben zudem eine Aufnahme für die fertigen, aber noch nicht ausgekühlten Bindemappen.